# 세르비아 왕국
세르비아 왕국(세르비아어: Краљевина Србија / Kraljevina Srbija 크랄레비나 스르비야)은 세르비아와 마케도니아 공화국에 있었던 옛 나라이다. 1882년부터 1918년까지 존재하였고, 1918년 몬테네그로 왕국을 합병하면서 유고슬라비아 왕국이 되었다.

## 역사
19세기 초기부터 남슬라브인에 속하는 세르비아인의 독립 운동이 활발하였다. 세르비아인은 오스만 제국의 쇠퇴와 민족주의의 대두에 자극을 받아 대세르비아주의를 내걸고 끊임없이 독립 운동을 하였다.
1867년에는 투르크군을 철수시키고 밀란 오브레노비치 4세(밀란 1세)를 세르비아 공작(公爵)으로 추대하였다. 1875년 보스니아 헤르체고비나의 반란 때 투르크와 재차 싸워 패하였으나, 범슬라브주의와 결탁하고 러시아-투르크 전쟁 때에 러시아 제국과 협력하여 투르크와 싸웠으므로 1878년 산스테파노 조약, 베를린 회의에서 마침내 독립이 승인되었다.
이 나라는 민족적으로는 슬라브족에 속하고 오스트리아-헝가리 제국의 간섭에서 자유롭지 못하였으므로 범슬라브주의와 범게르만주의가 교착되는 등 국내 정세가 복잡하였다. 알렉산다르 1세가 1903년에 암살당한 뒤, 다음 왕인 페타르 1세(재위 1903-1918)는 이를 해결하기 위하여 필사적으로 노력하였으나, 오스트리아-헝가리의 세력 확장 정책과 유럽 열강들의 이해 대립이 발칸을 화약고와 같은 상태로 몰아넣었다.
1908년 보스니아 헤르체고비나가 오스트리아-헝가리 제국에 병합되고, 1914년에는 세르비아의 대학생인 가브릴로 프린치프에 의해 오스트리아의 황태자 프란츠 페르디난트가 피살되는 사건이 발생한다. 이를 사라예보 사건이라 한다. 이후, 오스트리아-헝가리는 세르비아에 전쟁을 선포, 제1차 세계 대전이 발발하였다.
세르비아는 초기에 오스트리아군의 공세를 성공적으로 방어하였으나, 1915년에 불가리아가 참전한 것을 계기로 계속 패배, 나중에 전 국토가 동맹군에게 점령당한다. 이후 레지스탕스 조직이 세워져 오스트리아군과 불가리아군을 집요하게 괴롭혔으며, 잃어버린 국토를 되찾았다. 전후 세르비아가 중심이 되어 1920년에 '세르비아인 크로아티아인 슬로베니아인 왕국'이 성립되고, 1929년 유고슬라비아 왕국으로 개명했다. 유고슬라비아 왕국은 1941년 4월 추축국이 침공하기 직전까지 존재하였다.

## 사진

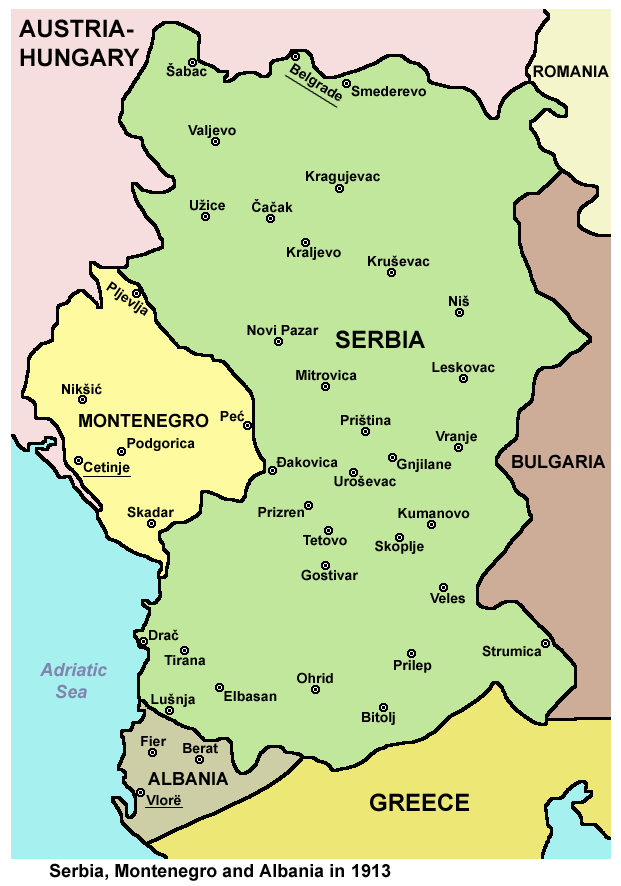
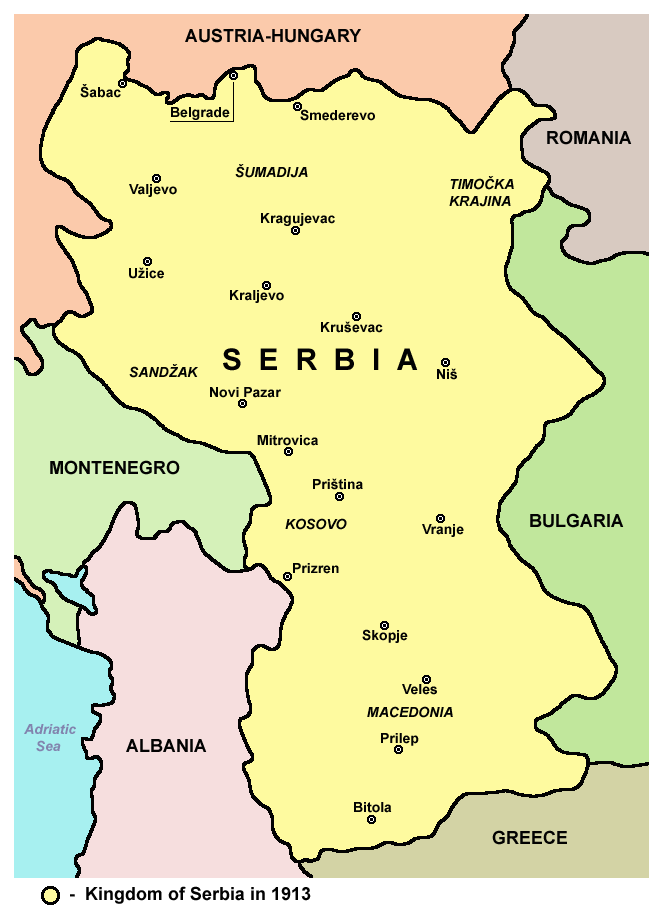
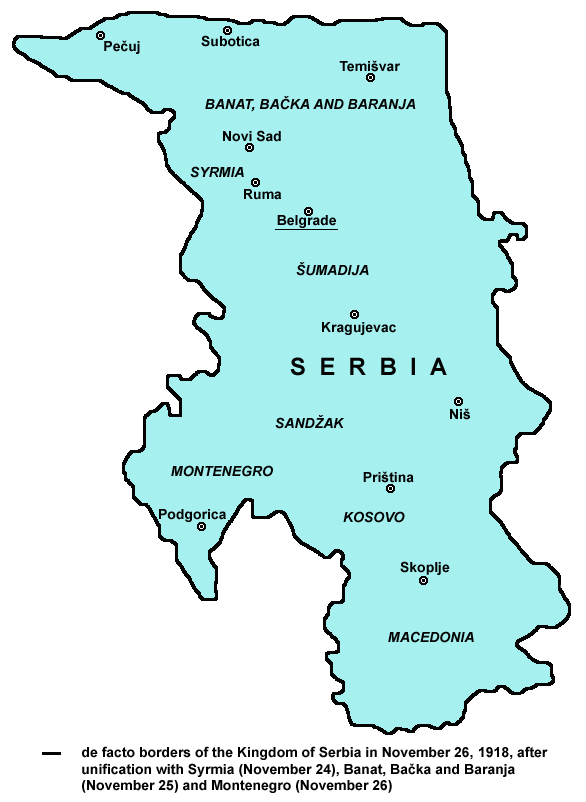

## 역대 군주
- 밀란 1세 (1881년~1889년)
- 알렉산다르 1세 (1889년~1903년)
- 페타르 1세 (1903년~1918년)